# 田村竜
田村 竜（たむら りょう、1968年2月11日 - ）は、神奈川県出身の脚本家。日本大学藝術学部卒業。

## 主な作品

### テレビアニメ
- NINKU -忍空-（1995年 - 1996年）
- バーチャファイター（1996年）[1]
- ゲゲゲの鬼太郎（1997年 - 1998年）
- 金田一少年の事件簿（1999年 - 2000年）
- ぐるぐるタウンはなまるくん（2001年）
- 満月をさがして（2002年 - 2003年）
- 忍たま乱太郎（2002年 - 2004年）
- アソボット戦記五九（2002年 - 2003年）
- セイント・ビースト〜聖獣降臨編〜（2003年）
- モンキーパンチ漫画活動大写真（2004年 - 2005年）
- 甲虫王者ムシキング 森の民の伝説（2005年 - 2006年）
- ディノブレイカー（2005年 - 2006年）
- ぷるるんっ!しずくちゃん（2006年 - 2007年）
- パッタ ポッタ モン太（2006年 - 2007年）
- ぷるるんっ!しずくちゃん あはっ☆（2007年 - 2008年）
- 魔人探偵脳噛ネウロ（2007年- 2008年）
- おでんくん（2007年 - 2008年）
- スケアクロウマン（2008年）
- ティアーズ・トゥ・ティアラ 花冠の大地（2009年）
- 戦国乙女〜桃色パラドックス〜（2011年）
- 遊☆戯☆王ARC-V（2015年 - 2017年）

### オリジナルビデオ
- フェラーリ 最高速バトル（1996年） - 橋本裕志と共同
- 重役秘書（1997年）
- 重役秘書3（1998年）

### 映画
- 愚か者 傷だらけの天使（1998年） - 阪本順治と共同

### 特撮
- 満福少女ドラゴネット（2010年）